# 薛侯 (西周)
薛侯（?—?），銘文作𦛛侯，是西周晚期的薛国的国君，其三女為叔妊襄。
出土文物薛侯盤、薛侯匜，是载有薛侯名字的实物资料。薛侯盤铭文为“薛侯作叔妊襄媵盤，其眉寿万年，子子孙孙永宝用”。薛侯匜铭文为“薛侯作叔妊襄媵匜，其眉寿万年，子子孙孙永宝用”。薛侯盤原为端方收藏，后来流落到美国纽约，现藏于华盛顿赛克勒美术馆。马承源《商周青铜器铭文选》认为两件器物是春秋早期，吴镇烽《金文人名汇编》认为两件器物是西周晚期。